# Albert Luque
Albert Luque Martos (Barcellona, 11 marzo 1978) è un ex calciatore spagnolo, di ruolo centrocampista o attaccante.

## Caratteristiche tecniche
Ha giocato principalmente come esterno d'attacco sulla fascia sinistra.

## Carriera

### Club
Cresciuto nel Barcellona, nel 1997, diciannovenne, viene ceduto al Maiorca. In quattro stagioni con il club delle isole Baleari segna 25 reti in 73 partite, con una parentesi di un anno con il Malaga, durante la quale segna 3 reti. Nel 2002 si trasferisce al Deportivo La Coruña, squadra con cui ha l'opportunità di giocare la Champions League. In tre stagioni totalizza 101 gare e 26 reti in campionato.
Nel 2005 passa al Newcastle per 20 milioni di euro. Dopo due stagioni nella Premier League, durante le quali gioca poco e segna 3 reti, nell'agosto 2007 passa all'Ajax firmando un contratto fino al 2010. Nella stagione 2008-2009 rientra in Spagna per un prestito annuale nelle file del Malaga: qui disputa 32 incontri e realizza 8 reti, prima che l'Ajax lo richiami nei Paesi Bassi per l'inizio della stagione 2009-2010. Rescisso il contratto con l'Ajax, torna al Malaga nell'estate 2009. A gennaio 2011 rescinde il proprio contratto col Malaga.

### Nazionale
Ha esordito in Nazionale il 12 giugno 2002, durante una partita contro il Sudafrica valida per la prima fase del campionato del mondo 2002. Ha disputato in totale 17 gare con la Roja, realizzando due reti, tra il 2002 e il 2005 contro Belgio (vittoria 2-0) e Lituania (vittoria 1-0) nelle qualificazioni ai Mondiali 2006.

## Statistiche

### Cronologia presenze e reti in Nazionale
| Cronologia completa delle presenze e delle reti in nazionale ― Spagna | Cronologia completa delle presenze e delle reti in nazionale ― Spagna | Cronologia completa delle presenze e delle reti in nazionale ― Spagna | Cronologia completa delle presenze e delle reti in nazionale ― Spagna | Cronologia completa delle presenze e delle reti in nazionale ― Spagna | Cronologia completa delle presenze e delle reti in nazionale ― Spagna | Cronologia completa delle presenze e delle reti in nazionale ― Spagna | Cronologia completa delle presenze e delle reti in nazionale ― Spagna |
| Data                                                                  | Città                                                                 | In casa                                                               | Risultato                                                             | Ospiti                                                                | Competizione                                                          | Reti                                                                  | Note                                                                  |
| --------------------------------------------------------------------- | --------------------------------------------------------------------- | --------------------------------------------------------------------- | --------------------------------------------------------------------- | --------------------------------------------------------------------- | --------------------------------------------------------------------- | --------------------------------------------------------------------- | --------------------------------------------------------------------- |
| 12-6-2002                                                             | Daejeon                                                               | Sudafrica                                                             | 2 – 3                                                                 | Spagna                                                                | Mondiali 2002 - 1º turno                                              | -                                                                     | 77’                                                                   |
| 16-6-2002                                                             | Suwon                                                                 | Spagna                                                                | 1 – 1 dts (3 – 2 dtr)                                                 | Irlanda                                                               | Mondiali 2002 - Ottavi di finale                                      | -                                                                     | 80’                                                                   |
| 11-10-2003                                                            | Erevan                                                                | Armenia                                                               | 0 – 4                                                                 | Spagna                                                                | Qual. Euro 2004                                                       | -                                                                     | 78’                                                                   |
| 18-2-2004                                                             | Barcellona                                                            | Spagna                                                                | 2 – 1                                                                 | Perù                                                                  | Amichevole                                                            | -                                                                     | 46’                                                                   |
| 31-3-2004                                                             | Gijón                                                                 | Spagna                                                                | 2 – 0                                                                 | Danimarca                                                             | Amichevole                                                            | -                                                                     | 46’                                                                   |
| 5-6-2004                                                              | Getafe                                                                | Spagna                                                                | 4 – 0                                                                 | Andorra                                                               | Amichevole                                                            | -                                                                     |                                                                       |
| 20-6-2004                                                             | Lisbona                                                               | Spagna                                                                | 0 – 1                                                                 | Portogallo                                                            | Euro 2004 - 1º turno                                                  | -                                                                     | 72’                                                                   |
| 9-10-2004                                                             | Santander                                                             | Spagna                                                                | 2 – 0                                                                 | Belgio                                                                | Qual. Mondiali 2006                                                   | 1                                                                     | 53’                                                                   |
| 13-10-2004                                                            | Vilnius                                                               | Lituania                                                              | 0 – 0                                                                 | Spagna                                                                | Qual. Mondiali 2006                                                   | -                                                                     |                                                                       |
| 17-11-2004                                                            | Madrid                                                                | Spagna                                                                | 1 – 0                                                                 | Inghilterra                                                           | Amichevole                                                            | -                                                                     | 46’                                                                   |
| 9-2-2005                                                              | Almería                                                               | Spagna                                                                | 5 – 0                                                                 | San Marino                                                            | Qual. Mondiali 2006                                                   | -                                                                     | 46’                                                                   |
| 26-3-2005                                                             | Salamanca                                                             | Spagna                                                                | 3 – 0                                                                 | Cina                                                                  | Amichevole                                                            | -                                                                     | 46’                                                                   |
| 4-6-2005                                                              | Valencia                                                              | Spagna                                                                | 1 – 0                                                                 | Lituania                                                              | Qual. Mondiali 2006                                                   | 1                                                                     | 56’                                                                   |
| 8-6-2005                                                              | Valencia                                                              | Spagna                                                                | 1 – 1                                                                 | Bosnia ed Erzegovina                                                  | Qual. Mondiali 2006                                                   | -                                                                     | 34’                                                                   |
| 17-8-2005                                                             | Gijón                                                                 | Spagna                                                                | 2 – 0                                                                 | Uruguay                                                               | Amichevole                                                            | -                                                                     | 69’                                                                   |
| 3-9-2005                                                              | Santander                                                             | Spagna                                                                | 2 – 1                                                                 | Canada                                                                | Amichevole                                                            | -                                                                     | 55’                                                                   |
| 7-9-2005                                                              | Madrid                                                                | Spagna                                                                | 1 – 1                                                                 | Serbia e Montenegro                                                   | Qual. Mondiali 2006                                                   | -                                                                     | 75’                                                                   |
| Totale                                                                |                                                                       | Presenze                                                              | 17                                                                    |                                                                       | Reti                                                                  | 2                                                                     |                                                                       |

## Palmarès

### Club

#### Competizioni nazionali
- Supercoppa di Spagna: 2

Maiorca: 1998
Deportivo: 2002
- Supercoppa dei Paesi Bassi: 1

Ajax: 2007

#### Competizioni internazionali
- Coppa Intertoto UEFA: 1

Newcastle: 2006

### Nazionale
- Argento olimpico: 1

Sydney 2000